# Здравица Војводини
Здравица Војводини српска је патриотска песма, која изражава љубав према Војводини.
Песму је отпевао Милан Прунић и објавио на албуму Са салаша.... Музику свира тамбурашки оркестар РТВ а пева студијска вокална група РТВ. Текст слави лепоту региона, помињући места као што су Нештин, Сланкамен, Сомбор, Кикинда, Нови Сад и буди осећај припадности и културног идентитета. Аутор се обраћа по строфама најпре Банаћанима, потом Сремцима и на крају Бачванима. Ова песма је представљена на Златној тамбурици 2003. године.